# はつしま (掃海艇・初代)
はつしま（ローマ字：JDS Hatsushima, MSC-649、YAS-98）は、海上自衛隊の掃海艇。はつしま型掃海艇の1番艇。艇名は初島に由来する。旧海軍初島型電纜敷設艇「初島」に次いで日本の艦艇としては2代目。

## 艦歴
「はつしま」は、昭和51年度計画掃海艇349号艇として、日本鋼管鶴見造船所で1976年12月6日に起工され、1978年10月30日に進水、1979年3月30日に就役し、第2掃海隊群第46掃海隊に編入され、横須賀に配備された。
1980年11月27日、第2掃海隊群隷下に第12掃海隊が新編され、同日付で就役した「うきしま」とともに編入された。
1989年11月29日、第12掃海隊が舞鶴地方隊に編入。
1995年3月10日、特務船に種別変更され、船籍番号がYAS-98となり、呉地方隊隷下の呉水中処分隊に編入。水中処分母艇への改装工事により、掃海発電機と掃海電線巻上機が撤去され、代わって後部甲板に水中処分隊用の甲板室が新設された。1995年4月17日に工事完了。
2001年7月13日、除籍。